# Communauté de communes Meuse et Semoy
La communauté de communes Meuse et Semoy est une ancienne communauté de communes française, située dans le département des Ardennes et la région Grand Est.
En 2017, les communautés de communes Portes de France et Meuse et Semoy fusionnent pour former la nouvelle Communauté de communes Vallées et Plateau d'Ardenne.

## Composition
Elle est composée des communes suivantes :
| Nom                 | Code Insee | Gentilé        | Superficie (km2) | Population (dernière pop. légale) | Densité (hab./km2) |
| ------------------- | ---------- | -------------- | ---------------- | --------------------------------- | ------------------ |
| Monthermé (siège)   | 08302      | Baraquins      | 32,33            | 2 378 (2014)                      | 74                 |
| Bogny-sur-Meuse     | 08081      | Bognysiens     | 23,16            | 5 222 (2014)                      | 225                |
| Deville             | 08139      | Devillois      | 7,83             | 1 066 (2014)                      | 136                |
| Haulmé              | 08217      |                | 3,63             | 102 (2014)                        | 28                 |
| Les Hautes-Rivières | 08218      | Haut-Riverains | 31,34            | 1 551 (2014)                      | 49                 |
| Joigny-sur-Meuse    | 08237      | Jovigniens     | 3,86             | 692 (2014)                        | 179                |
| Laifour             | 08242      | Vautours       | 3,25             | 464 (2014)                        | 143                |
| Thilay              | 08448      | Thilaysiens    | 36,04            | 1 071 (2014)                      | 30                 |
| Tournavaux          | 08456      |                | 1,55             | 214 (2014)                        | 138                |

## Historique
Le 4 novembre 2003, les villes de Bogny-sur-Meuse, Deville, Laifour et Monthermé rejoignent la communauté de communes.
Le 31 décembre 2007, la ville de Joigny-sur-Meuse la rejoint à son tour.